# Таџикистан на Светском првенству у атлетици у дворани 2018.
Таџикистан је учествовао на 17. Светском првенству у атлетици у дворани 2018. одржаном у Бирмингему од 1. до 4. марта девети пут. Репрезентацију Таџикистана представљао је један атлетичар, који се такмичио у трци на 400 метара.,
На овом првенству такмичар Таџикистана није освојио ниједну медаљу нити је остварио неки резултат.

## Учесници
Мушкарци:
- Даврон Атабаев — 400 м

## Резултати

### Мушкарци
| Атлетичар      | Дисциплина | Лични рекорд | Квалификације    | Квалификације | Полуфинале           | Полуфинале           | Финале               | Финале       | Детаљи |
| Атлетичар      | Дисциплина | Лични рекорд | Резултат         | Место         | Резултат             | Место                | Резултат             | Место        | Детаљи |
| -------------- | ---------- | ------------ | ---------------- | ------------- | -------------------- | -------------------- | -------------------- | ------------ | ------ |
| Даврон Атабаев | 400 м      | 48,57 НР     | 49,20 (.200) ЛРС | 5. у гр. 6    | Није се квалификовао | Није се квалификовао | Није се квалификовао | 21 / 25 (32) |        |